# Temporada 2023 del Campeonato de Fórmula 2 de la FIA
La temporada 2023 del Campeonato de Fórmula 2 de la FIA fue la séptima edición de dicho campeonato. Todas las rondas se disputaron como soporte a los Grandes Premios de Fórmula 1.
Théo Pourchaire se quedó con el Campeonato de Pilotos, mientras que ART Grand Prix ganó el Campeonato de Escuderías.

## Escuderías y pilotos
| Escudería                        | N.º | Piloto             | Rondas |
| -------------------------------- | --- | ------------------ | ------ |
| MP Motorsport                    | 1   | Dennis Hauger      | Todas  |
| MP Motorsport                    | 2   | Jehan Daruvala     | 1-12   |
| MP Motorsport                    | 2   | Franco Colapinto   | 13     |
| Rodin Carlin                     | 3   | Zane Maloney       | Todas  |
| Rodin Carlin                     | 4   | Enzo Fittipaldi    | Todas  |
| ART Grand Prix                   | 5   | Théo Pourchaire    | Todas  |
| ART Grand Prix                   | 6   | Victor Martins     | Todas  |
| PREMA Racing                     | 7   | Frederik Vesti     | Todas  |
| PREMA Racing                     | 8   | Oliver Bearman     | Todas  |
| Hitech Pulse-Eight               | 9   | Jak Crawford       | Todas  |
| Hitech Pulse-Eight               | 10  | Isack Hadjar       | Todas  |
| DAMS                             | 11  | Ayumu Iwasa        | Todas  |
| DAMS                             | 12  | Arthur Leclerc     | Todas  |
| Invicta Virtuosi Racing          | 14  | Jack Doohan        | Todas  |
| Invicta Virtuosi Racing          | 15  | Amaury Cordeel     | Todas  |
| PHM Racing by Charouz PHM Racing | 16  | Roy Nissany        | Todas  |
| PHM Racing by Charouz PHM Racing | 17  | Brad Benavides     | 1-9    |
| PHM Racing by Charouz PHM Racing | 17  | Josh Mason         | 10-13  |
| Trident                          | 20  | Roman Staněk       | Todas  |
| Trident                          | 21  | Clément Novalak    | 1-12   |
| Trident                          | 21  | Paul Aron          | 13     |
| Van Amersfoort Racing            | 22  | Richard Verschoor  | Todas  |
| Van Amersfoort Racing            | 23  | Juan Manuel Correa | Todas  |
| Campos Racing                    | 24  | Kush Maini         | Todas  |
| Campos Racing                    | 25  | Ralph Boschung     | Todas  |
| Fuentes:                         |     |                    |        |

### Cambios de escuderías
- El equipo alemán PHM Racing hace cooperación con Charouz Racing System bajo el nombre «PHM Racing by Charouz».[4]
- Carlin agregó al fabricante neozelandés de automóviles Rodin Cars como patrocinador principal y pasa a llamarse «Rodin Carlin».[5]
- La compañía Pulse-Eight se unió a Hitech Grand Prix como patrocinador principal, haciendo que el equipo pase a llamarse «Hitech Pulse-Eight».[6]
- La marca estadounidense de relojes Invicta Watch Group se unió a Virtuosi Racing como patrocinador principal, pasando a llamarse «Invicta Virtuosi Racing».[7]

### Cambios de pilotos

#### En pretemporada
- Dennis Hauger abandonó PREMA Racing y fichó por MP Motorsport.[8]
- Oliver Bearman, tercero en la Fórmula 3 2022, ascendió a la F2 de la mano de PREMA Racing.[9]
- Ralph Boschung sigue en Campos Racing por cuarto año consecutivo.[10]
- El piloto protegido de Mercedes Frederik Vesti, abandonó ART Grand Prix y pasó a PREMA Racing.[11]
- Arthur Leclerc, que finalizó sexto en la F3 2022 con Prema, ascendió a la F2 con DAMS.[12]
- Clément Novalak pasó de MP Motorsport a Trident.[13]
- Kush Maini, proveniente del Campeonato de Fórmula 3 de la FIA, es nuevo piloto de Campos Racing.[14]
- El piloto protegido de Williams Roy Nissany, tiene su quinto año en la F2 con el nuevo equipo PHM Racing by Charouz. Brad Benavides se graduó de la Fórmula 3 a la F2 para acompañarlo en el equipo.[15]
- Virtuosi Racing vuelve a contar con Jack Doohan, y fichó a Amaury Cordeel, proveniente de Van Amersfoort Racing.[16]
- El piloto de DAMS Ayumu Iwasa continua una temporada más en el equipo francés acompañando al debutante Arthur Leclerc.[17]
- Richard Verschoor dejó Trident y pasó a Van Amersfoort Racing.[18] Juan Manuel Correa lo acompaña en el equipo y regresó a la F2 a tiempo completo.[19]
- El checo Roman Staněk ascendió a la Fórmula 2 junto a Trident.[20]
- Carlin fichó a los nuevos reclutas del Equipo Júnior de Red Bull: Enzo Fittipaldi y Zane Maloney.[21]
- Hitech Grand Prix cuenta con Jak Crawford e Isack Hadjar, provenientes de FIA Fórmula 3.[22]
- Théo Pourchaire sigue en ART Grand Prix por tercer año consecutivo.[23] El campeón de la Fórmula 3 2022 Victor Martins, ascendió a la F2 para acompañarlo en el equipo.[24]
- Jehan Daruvala dejó PREMA Racing y fichó por MP.[25]

#### En temporada
- Josh Mason, proveniente de Eurofórmula Open, reemplaza a Brad Benavides en PHM Racing by Charouz a partir de Spa-Francorchamps.[26]
- Franco Colapinto, cuarto en la Fórmula 3 2023, reemplazará a Jehan Daruvala en MP en la ronda final.[27]
- Paul Aron, tercero en la última temporada de F3, ocupará el segundo asiento de Trident en Yas Marina.[28]

## Calendario
| Rondas            | Rondas     | Circuito                                     | País           | Fecha           |
| ----------------- | ---------- | -------------------------------------------- | -------------- | --------------- |
| 1                 | CC         | Circuito Internacional de Baréin, Sakhir     | Baréin         | 4 de marzo      |
| 1                 | CL         | Circuito Internacional de Baréin, Sakhir     | Baréin         | 5 de marzo      |
| 2                 | CC         | Circuito de la Corniche de Yeda, Yeda        | Arabia Saudita | 18 de marzo     |
| 2                 | CL         | Circuito de la Corniche de Yeda, Yeda        | Arabia Saudita | 19 de marzo     |
| 3                 | CC         | Circuito de Albert Park, Melbourne           | Australia      | 1 de abril      |
| 3                 | CL         | Circuito de Albert Park, Melbourne           | Australia      | 2 de abril      |
| 4                 | CC         | Circuito callejero de Bakú, Bakú             | Azerbaiyán     | 29 de abril     |
| 4                 | CL         | Circuito callejero de Bakú, Bakú             | Azerbaiyán     | 30 de abril     |
| 5                 | CC         | Circuito de Mónaco, Montecarlo               | Mónaco         | 27 de mayo      |
| 5                 | CL         | Circuito de Mónaco, Montecarlo               | Mónaco         | 28 de mayo      |
| 6                 | CC         | Circuito de Barcelona-Cataluña, Montmeló     | España         | 3 de junio      |
| 6                 | CL         | Circuito de Barcelona-Cataluña, Montmeló     | España         | 4 de junio      |
| 7                 | CC         | Red Bull Ring, Spielberg                     | Austria        | 1 de julio      |
| 7                 | CL         | Red Bull Ring, Spielberg                     | Austria        | 2 de julio      |
| 8                 | CC         | Circuito de Silverstone, Silverstone         | Reino Unido    | 8 de julio      |
| 8                 | CL         | Circuito de Silverstone, Silverstone         | Reino Unido    | 9 de julio      |
| 9                 | CC         | Hungaroring, Mogyoród                        | Hungría        | 22 de julio     |
| 9                 | CL         | Hungaroring, Mogyoród                        | Hungría        | 23 de julio     |
| 10                | CC         | Circuito de Spa-Francorchamps, Francorchamps | Bélgica        | 29 de julio     |
| 10                | CL         | Circuito de Spa-Francorchamps, Francorchamps | Bélgica        | 30 de julio     |
| 11                | CC         | Circuito de Zandvoort, Zandvoort             | Países Bajos   | 26 de agosto    |
| 11                | CL         | Circuito de Zandvoort, Zandvoort             | Países Bajos   | 27 de agosto    |
| 12                | CC         | Autodromo Nazionale di Monza, Monza          | Italia         | 2 de septiembre |
| 12                | CL         | Autodromo Nazionale di Monza, Monza          | Italia         | 3 de septiembre |
| 13                | CC         | Circuito Yas Marina, Isla Yas                | EAU            | 25 de noviembre |
| 13                | CL         | Circuito Yas Marina, Isla Yas                | EAU            | 26 de noviembre |
| Rondas canceladas |            |                                              |                |                 |
|                   | CC         | Autodromo Enzo e Dino Ferrari, Imola         | Italia         | 20 de mayo      |
| CL                | 21 de mayo | Autodromo Enzo e Dino Ferrari, Imola         | Italia         |                 |
| Fuente:           |            |                                              |                |                 |

### Cambios
- La ronda que iba a disputarse en Imola fue suspendida debido a las fuertes lluvias que cayeron en el circuito los días previos.[30]

## Resultados

### Entrenamientos

#### Pretemporada
| Circuito | Fecha         | Sesión | Mejor clasificado | Mejor clasificado     | Mejor clasificado | Mejor clasificado |
| Circuito | Fecha         | Sesión | Piloto            | Escudería             | Tiempo            | Vueltas           |
| -------- | ------------- | ------ | ----------------- | --------------------- | ----------------- | ----------------- |
| Sakhir   | 14 de febrero | Mañana | Théo Pourchaire   | ART Grand Prix        | 1:45.226          | 19                |
| Sakhir   | 14 de febrero | Tarde  | Théo Pourchaire   | ART Grand Prix        | 1:42.165          | 35                |
| Sakhir   | 15 de febrero | Mañana | Frederik Vesti    | PREMA Racing          | 1:44.234          | 43                |
| Sakhir   | 15 de febrero | Tarde  | Richard Verschoor | Van Amersfoort Racing | 1:42.140          | 30                |
| Sakhir   | 16 de febrero | Mañana | Ralph Boschung    | Campos Racing         | 1:45.027          | 28                |
| Sakhir   | 16 de febrero | Tarde  | Kush Maini        | Campos Racing         | 1:42.623          | 34                |

#### Postemporada
| Circuito   | Fecha           | Sesión | Mejor clasificado | Mejor clasificado       | Mejor clasificado | Mejor clasificado |
| Circuito   | Fecha           | Sesión | Piloto            | Escudería               | Tiempo            | Vueltas           |
| ---------- | --------------- | ------ | ----------------- | ----------------------- | ----------------- | ----------------- |
| Yas Marina | 29 de noviembre | Mañana | Victor Martins    | ART Grand Prix          | 1:36.852          | 35                |
| Yas Marina | 29 de noviembre | Tarde  | Oliver Bearman    | PREMA Racing            | 1:36.092          | 37                |
| Yas Marina | 30 de noviembre | Mañana | Zane Maloney      | Rodin Carlin            | 1:35.783          | 38                |
| Yas Marina | 30 de noviembre | Tarde  | Gabriel Bortoleto | Invicta Virtuosi Racing | 1:36.381          | 53                |
| Yas Marina | 1 de diciembre  | Mañana | Isack Hadjar      | Campos Racing           | 1:35.958          | 38                |
| Yas Marina | 1 de diciembre  | Tarde  | Dennis Hauger     | MP Motorsport           | 1:35.996          | 40                |

### Temporada
| Ronda | Ronda | Ronda             | Pole Position   | Vuelta rápida     | Piloto ganador    | Escudería ganadora      | Resultados |
| ----- | ----- | ----------------- | --------------- | ----------------- | ----------------- | ----------------------- | ---------- |
| 1     | C     | Sakhir            |                 | Théo Pourchaire   | Ralph Boschung    | Campos Racing           | Resultados |
| 1     | L     | Sakhir            | Théo Pourchaire | Richard Verschoor | Théo Pourchaire   | ART Grand Prix          | Resultados |
| 2     | C     | Yeda              |                 | Victor Martins    | Ayumu Iwasa       | DAMS                    | Resultados |
| 2     | L     | Yeda              | Victor Martins  | Arthur Leclerc    | Frederik Vesti    | PREMA Racing            | Resultados |
| 3     | C     | Melbourne         |                 | Dennis Hauger     | Dennis Hauger     | MP Motorsport           | Resultados |
| 3     | L     | Melbourne         | Ayumu Iwasa     | Frederik Vesti    | Ayumu Iwasa       | DAMS                    | Resultados |
| 4     | C     | Bakú              |                 | Oliver Bearman    | Oliver Bearman    | PREMA Racing            | Resultados |
| 4     | L     | Bakú              | Oliver Bearman  | Isack Hadjar      | Oliver Bearman    | PREMA Racing            | Resultados |
| 5     | C     | Montecarlo        |                 | Jack Doohan       | Ayumu Iwasa       | DAMS                    | Resultados |
| 5     | L     | Montecarlo        | Frederik Vesti  | Victor Martins    | Frederik Vesti    | PREMA Racing            | Resultados |
| 6     | C     | Barcelona         |                 | Théo Pourchaire   | Frederik Vesti    | PREMA Racing            | Resultados |
| 6     | L     | Barcelona         | Oliver Bearman  | Frederik Vesti    | Oliver Bearman    | PREMA Racing            | Resultados |
| 7     | C     | Spielberg         |                 | Victor Martins    | Jak Crawford      | Hitech Pulse-Eight      | Resultados |
| 7     | L     | Spielberg         | Victor Martins  | Ayumu Iwasa       | Richard Verschoor | Van Amersfoort Racing   | Resultados |
| 8     | C     | Silverstone       |                 | Théo Pourchaire   | Frederik Vesti    | PREMA Racing            | Resultados |
| 8     | L     | Silverstone       | Victor Martins  | Victor Martins    | Victor Martins    | ART Grand Prix          | Resultados |
| 9     | C     | Budapest          |                 | Ayumu Iwasa       | Dennis Hauger     | MP Motorsport           | Resultados |
| 9     | L     | Budapest          | Jack Doohan     | Jack Doohan       | Jack Doohan       | Invicta Virtuosi Racing | Resultados |
| 10    | C     | Spa-Francorchamps |                 | Enzo Fittipaldi   | Enzo Fittipaldi   | Rodin Carlin            | Resultados |
| 10    | L     | Spa-Francorchamps | Oliver Bearman  | Jack Doohan       | Jack Doohan       | Invicta Virtuosi Racing | Resultados |
| 11    | C     | Zandvoort         |                 | No otorgada       | Isack Hadjar      | Hitech Pulse-Eight      | Resultados |
| 11    | L     | Zandvoort         | Jak Crawford    | Clément Novalak   | Clément Novalak   | Trident                 | Resultados |
| 12    | C     | Monza             |                 | Victor Martins    | Frederik Vesti    | PREMA Racing            | Resultados |
| 12    | L     | Monza             | Théo Pourchaire | Théo Pourchaire   | Oliver Bearman    | PREMA Racing            | Resultados |
| 13    | C     | Yas Marina        |                 | Frederik Vesti    | Frederik Vesti    | PREMA Racing            | Resultados |
| 13    | L     | Yas Marina        | Jack Doohan     | Victor Martins    | Jack Doohan       | Invicta Virtuosi Racing | Resultados |

## Clasificaciones

### Sistema de puntuación
Puntos de carrera corta
| Posición | 1.º | 2.º | 3.º | 4.º | 5.º | 6.º | 7.º | 8.º | VR |
| Puntos   | 10  | 8   | 6   | 5   | 4   | 3   | 2   | 1   | 1  |

Puntos de carrera larga
| Posición | 1.º | 2.º | 3.º | 4.º | 5.º | 6.º | 7.º | 8.º | 9.º | 10.º | Pole | VR |
| Puntos   | 25  | 18  | 15  | 12  | 10  | 8   | 6   | 4   | 2   | 1    | 2    | 1  |

### Campeonato de Pilotos
| Pos. | Piloto             | SAK | SAK | YED | YED | MEL | MEL | BAK | BAK | MON | MON | BAR | BAR | SPI | SPI | SIL | SIL | BUD | BUD | SPA | SPA | ZAN | ZAN | MNZ | MNZ | YMC | YMC | Puntos |
| ---- | ------------------ | --- | --- | --- | --- | --- | --- | --- | --- | --- | --- | --- | --- | --- | --- | --- | --- | --- | --- | --- | --- | --- | --- | --- | --- | --- | --- | ------ |
| 1    | Théo Pourchaire    | 5   | 1   | Ret | 13  | 18† | 2   | 15† | 3   | 8   | 2   | 2   | 7   | 14  | 7   | 2   | 3   | 4   | 6   | 2   | 2   | 19  | Ret | 4   | 3   | 7   | 5   | 203    |
| 2    | Frederik Vesti     | 17  | Ret | 6   | 1   | 8   | 4   | 2   | 4   | 9   | 1   | 1   | 5   | 9   | 3   | 1   | Ret | 9   | 2   | 6   | DNS | 7   | Ret | 1   | Ret | 1   | 3   | 192    |
| 3    | Jack Doohan        | 11  | 16  | 7   | 2   | Ret | 8   | 17† | 15  | 6   | Ret | 5   | 6   | 7   | 4   | 3   | 4   | 10  | 1   | 5   | 1   | 6   | DNS | 9   | 6   | 6   | 1   | 168    |
| 4    | Ayumu Iwasa        | 4   | 8   | 1   | 4   | 13  | 1   | Ret | 12  | 1   | 10  | 8   | 4   | 11  | 2   | 21  | 5   | 2   | 4   | 7   | Ret | 13  | 13  | Ret | 2   | 8   | 4   | 165    |
| 5    | Victor Martins     | 3   | Ret | 2   | Ret | 15  | 18  | 13† | DSQ | 7   | 8   | 3   | 3   | 2   | 9   | 7   | 1   | 7   | 3   | 4   | 5   | 2   | 9   | 2   | Ret | 20  | 2   | 150    |
| 6    | Oliver Bearman     | 15  | 14  | Ret | 10  | 7   | 17  | 1   | 1   | Ret | 11  | 7   | 1   | 8   | 5   | 6   | 8   | 3   | 12  | 12  | 7   | 3   | Ret | 6   | 1   | 10  | Ret | 130    |
| 7    | Enzo Fittipaldi    | 8   | 9   | 13  | 7   | DNS | Ret | 5   | 2   | 10  | Ret | 10  | 2   | Ret | 6   | 4   | 7   | 11  | 8   | 1   | 3   | 15  | 7   | 16  | 4   | 2   | 14  | 124    |
| 8    | Dennis Hauger      | 2   | Ret | 8   | 5   | 1   | 19† | 12† | 6   | 15  | 5   | 4   | 8   | 6   | 11  | 12  | 14  | 1   | 7   | 3   | DSQ | 9   | 5   | 12  | 5   | 4   | 7   | 113    |
| 9    | Richard Verschoor  | 22† | 5   | 16  | 6   | 10  | 7   | Ret | 8   | 4   | 4   | 6   | 10  | Ret | 1   | 18  | 16  | 13  | 10  | DSQ | 6   | 12  | 4   | 3   | 13  | 3   | Ret | 108    |
| 10   | Zane Maloney       | 9   | 3   | Ret | 17  | 5   | 5   | Ret | 11  | 5   | 3   | 14  | 16  | 18  | 15  | 10  | 2   | 12  | 16  | 10  | 4   | 5   | 2   | 14  | Ret | 9   | 17† | 96     |
| 11   | Kush Maini         | 7   | 4   | 5   | 12  | 3   | 9   | 4   | 5   | 13  | 6   | 18  | 17  | 16  | Ret | 13  | Ret | 6   | 20  | 18  | 8   | Ret | 18  | 5   | Ret | 13  | 9   | 62     |
| 12   | Jehan Daruvala     | 6   | 17  | 3   | 3   | 17  | 6   | 14† | 14  | 2   | 13  | 19† | 14  | Ret | 10  | 11  | 6   | 5   | 11  | Ret | Ret | 10  | 17  | 18  | 7   |     |     | 59     |
| 13   | Jak Crawford       | 14  | 12  | 9   | 15  | 2   | Ret | 3   | 9   | 3   | 9   | Ret | 13  | 1   | 8   | 14  | 10  | 14  | 17  | 14  | Ret | Ret | 3   | 13  | 16† | 12  | 10  | 57     |
| 14   | Isack Hadjar       | 20  | 7   | 12  | 9   | 6   | 15  | 11  | 7   | Ret | 12  | 12  | 20  | 3   | 12  | 5   | 15  | 8   | 5   | 11  | Ret | 1   | 6   | 11  | 11  | 5   | 8   | 55     |
| 15   | Arthur Leclerc     | 12  | 6   | 11  | 8   | 4   | 3   | 16† | 10  | 14  | Ret | 9   | 9   | 13  | Ret | 8   | 9   | 15  | 13  | 9   | 11  | 11  | 14  | 7   | Ret | 21  | 6   | 49     |
| 16   | Ralph Boschung     | 1   | 2   | 4   | 19  | DNS | 16  | Ret | 20  | Ret | Ret | 16  | 15  | 17  | 14  | 20  | Ret | Ret | 19  | 8   | 10  | Ret | 16  | 19  | 9   | 18  | 15  | 37     |
| 17   | Clément Novalak    | 16  | 13  | 15  | 16  | 11  | 11  | 7   | 16  | 17  | 17  | 11  | 21  | DSQ | 13  | 17  | 12  | Ret | Ret | 17  | 13  | 8   | 1   | 10  | Ret |     |     | 28     |
| 18   | Roman Staněk       | 13  | Ret | 17  | 14  | 16  | 14  | 8   | 17  | 12  | 7   | 13  | 12  | 5   | Ret | 15  | Ret | 16  | 14  | 15  | 9   | 14  | 11  | 8   | 10  | 11  | 12  | 15     |
| 19   | Juan Manuel Correa | 10  | 10  | 14  | 18  | 14  | 10  | 6   | 13  | 16  | 14  | Ret | 11  | 4   | 18  | 19  | 11  | 20  | 9   | 16  | 16  | 4   | 10  | 15  | 14  | Ret | 13  | 13     |
| 20   | Amaury Cordeel     | 21  | 15  | 19  | 20  | 12  | 13  | 9   | 19  | Ret | NC  | 17  | 19  | 15  | 17  | 16  | Ret | 19  | 21  | Ret | 15  | 16  | 8   | Ret | 8   | 17  | 16  | 8      |
| 21   | Roy Nissany        | 18  | 11  | 10  | 11  | 9   | Ret | Ret | 18  | Ret | 15  | 20† | 18  | 10  | 16  | 9   | 17  | 17  | 15  | 13  | 12  | 17  | 12  | Ret | 15  | 14  | 11  | 0      |
| 22   | Brad Benavides     | 19  | 18  | 18  | Ret | Ret | 12  | 10  | Ret | 11  | 16  | 15  | 22  | 12  | 19  | Ret | 13  | 18  | 18  |     |     |     |     |     |     |     |     | 0      |
| 23   | Josh Mason         |     |     |     |     |     |     |     |     |     |     |     |     |     |     |     |     |     |     | 19  | 14  | 18  | 15  | 17  | 12  | 15  | Ret | 0      |
| 24   | Paul Aron          |     |     |     |     |     |     |     |     |     |     |     |     |     |     |     |     |     |     |     |     |     |     |     |     | 16  | 18  | 0      |
| 25   | Franco Colapinto   |     |     |     |     |     |     |     |     |     |     |     |     |     |     |     |     |     |     |     |     |     |     |     |     | 19  | Ret | 0      |
| Pos. | Piloto             | SAK | SAK | YED | YED | MEL | MEL | BAK | BAK | MON | MON | BAR | BAR | SPI | SPI | SIL | SIL | BUD | BUD | SPA | SPA | ZAN | ZAN | MNZ | MNZ | YMC | YMC | Puntos |

| Color     | Resultado              |
| --------- | ---------------------- |
| Oro       | Ganador                |
| Plata     | 2.ª plaza              |
| Bronce    | 3.ª plaza              |
| Verde     | Finalizó en los puntos |
| Azul      | Finalizó sin puntos    |
| Azul      | NC - No clasificado    |
| Violeta   | Ret - No terminó       |
| Rojo      | DNQ - No se clasificó  |
| Negro     | DSQ - Descalificado    |
| Blanco    | DNS - No empezó        |
| Blanco    | WD - Retirado          |
| Blanco    | C - Carrera cancelada  |
| Sin color | DNP - No participó     |
| Sin color | INJ - Lesionado        |
| Sin color | EX - Excluido          |

| Estado  | Resultado |
| ------- | --- |
| Negrita | Pole position |
| Cursiva | Vuelta rápida puntuable, el piloto cumplió los requisitos para ser bonificado con uno o más puntos por lograr la vuelta rápida |
| †       | Abandona, pero clasifica al completar el porcentaje requerido para ello                                                        |

Fuente: Fórmula 2.

### Campeonato de Escuderías
| Pos. | Escudería                        | N.º | SAK | SAK | YED | YED | MEL | MEL | BAK | BAK | MON | MON | BAR | BAR | SPI | SPI | SIL | SIL | BUD | BUD | SPA | SPA | ZAN | ZAN | MNZ | MNZ | YMC | YMC | Puntos |
| ---- | -------------------------------- | --- | --- | --- | --- | --- | --- | --- | --- | --- | --- | --- | --- | --- | --- | --- | --- | --- | --- | --- | --- | --- | --- | --- | --- | --- | --- | --- | ------ |
| 1    | ART Grand Prix                   | 5   | 5   | 1   | Ret | 13  | 18† | 2   | 15† | 3   | 8   | 2   | 2   | 7   | 14  | 7   | 2   | 3   | 4   | 6   | 2   | 2   | 19  | Ret | 4   | 3   | 7   | 5   | 353    |
| 1    | ART Grand Prix                   | 6   | 3   | Ret | 2   | Ret | 15  | 18  | 13† | DSQ | 7   | 8   | 3   | 3   | 2   | 9   | 7   | 1   | 7   | 3   | 4   | 5   | 2   | 9   | 2   | Ret | 20  | 2   | 353    |
| 2    | PREMA Racing                     | 7   | 17  | Ret | 6   | 1   | 8   | 4   | 2   | 4   | 9   | 1   | 1   | 5   | 9   | 3   | 1   | Ret | 9   | 2   | 6   | DNS | 7   | Ret | 1   | Ret | 1   | 3   | 322    |
| 2    | PREMA Racing                     | 8   | 15  | 14  | Ret | 10  | 7   | 17  | 1   | 1   | Ret | 11  | 7   | 1   | 8   | 5   | 6   | 8   | 3   | 12  | 12  | 7   | 3   | Ret | 6   | 1   | 10  | Ret | 322    |
| 3    | Rodin Carlin                     | 3   | 9   | 3   | Ret | 17  | 5   | 5   | Ret | 11  | 5   | 3   | 14  | 16  | 18  | 15  | 10  | 2   | 12  | 16  | 10  | 4   | 5   | 2   | 14  | Ret | 9   | 17† | 220    |
| 3    | Rodin Carlin                     | 4   | 8   | 9   | 13  | 7   | DNS | Ret | 5   | 2   | 10  | Ret | 10  | 2   | Ret | 6   | 4   | 7   | 11  | 8   | 1   | 3   | 15  | 7   | 16  | 4   | 2   | 14  | 220    |
| 4    | DAMS                             | 11  | 4   | 8   | 1   | 4   | 13  | 1   | Ret | 12  | 1   | 10  | 8   | 4   | 11  | 2   | 21  | 5   | 2   | 4   | 7   | Ret | 13  | 13  | Ret | 2   | 8   | 4   | 214    |
| 4    | DAMS                             | 12  | 12  | 6   | 11  | 8   | 4   | 3   | 16† | 10  | 14  | Ret | 9   | 9   | 13  | Ret | 8   | 9   | 15  | 13  | 9   | 11  | 11  | 14  | 7   | Ret | 21  | 6   | 214    |
| 5    | Invicta Virtuosi Racing          | 14  | 11  | 16  | 7   | 2   | Ret | 8   | 17† | 15  | 6   | Ret | 5   | 6   | 7   | 4   | 3   | 4   | 10  | 1   | 5   | 1   | 6   | DNS | 9   | 6   | 6   | 1   | 176    |
| 5    | Invicta Virtuosi Racing          | 15  | 21  | 15  | 19  | 20  | 12  | 13  | 9   | 19  | Ret | NC  | 17  | 19  | 15  | 17  | 16  | Ret | 19  | 21  | Ret | 15  | 16  | 8   | Ret | 8   | 17  | 16  | 176    |
| 6    | MP Motorsport                    | 1   | 2   | Ret | 8   | 5   | 1   | 19† | 12† | 6   | 15  | 5   | 4   | 8   | 6   | 11  | 12  | 14  | 1   | 7   | 3   | DSQ | 9   | 5   | 12  | 5   | 4   | 7   | 172    |
| 6    | MP Motorsport                    | 2   | 6   | 17  | 3   | 3   | 17  | 6   | 14† | 14  | 2   | 13  | 19† | 14  | Ret | 10  | 11  | 6   | 5   | 11  | Ret | Ret | 10  | 17  | 18  | 7   | 19  | Ret | 172    |
| 7    | Van Amersfoort Racing            | 22  | 22† | 5   | 16  | 6   | 10  | 7   | Ret | 8   | 4   | 4   | 6   | 10  | Ret | 1   | 18  | 16  | 13  | 10  | DSQ | 6   | 12  | 4   | 3   | 13  | 3   | Ret | 121    |
| 7    | Van Amersfoort Racing            | 23  | 10  | 10  | 14  | 18  | 14  | 10  | 6   | 13  | 16  | 14  | Ret | 11  | 4   | 18  | 19  | 11  | 20  | 9   | 16  | 16  | 4   | 10  | 15  | 14  | Ret | 13  | 121    |
| 8    | Hitech Pulse-Eight               | 9   | 14  | 12  | 9   | 15  | 2   | Ret | 3   | 9   | 3   | 9   | Ret | 13  | 1   | 8   | 14  | 10  | 14  | 17  | 14  | Ret | Ret | 3   | 13  | 16† | 12  | 10  | 112    |
| 8    | Hitech Pulse-Eight               | 10  | 20  | 7   | 12  | 9   | 6   | 15  | 11  | 7   | Ret | 12  | 12  | 20  | 3   | 12  | 5   | 15  | 8   | 5   | 11  | Ret | 1   | 6   | 11  | 11  | 5   | 8   | 112    |
| 9    | Campos Racing                    | 24  | 7   | 4   | 5   | 12  | 3   | 9   | 4   | 5   | 13  | 6   | 18  | 17  | 16  | Ret | 13  | Ret | 6   | 20  | 18  | 8   | Ret | 18  | 5   | Ret | 13  | 9   | 99     |
| 9    | Campos Racing                    | 25  | 1   | 2   | 4   | 19  | DNS | 16  | Ret | 20  | Ret | Ret | 16  | 15  | 17  | 14  | 20  | Ret | Ret | 19  | 8   | 10  | Ret | 16  | 19  | 9   | 18  | 15  | 99     |
| 10   | Trident                          | 20  | 13  | Ret | 17  | 14  | 16  | 14  | 8   | 17  | 12  | 7   | 13  | 12  | 5   | Ret | 15  | Ret | 16  | 14  | 15  | 9   | 14  | 11  | 8   | 10  | 11  | 12  | 43     |
| 10   | Trident                          | 21  | 16  | 13  | 15  | 16  | 11  | 11  | 7   | 16  | 17  | 17  | 11  | 21  | DSQ | 13  | 17  | 12  | Ret | Ret | 17  | 13  | 8   | 1   | 10  | Ret | 16  | 18  | 43     |
| 11   | PHM Racing by Charouz PHM Racing | 16  | 18  | 11  | 10  | 11  | 9   | Ret | Ret | 18  | Ret | 15  | 20† | 18  | 10  | 16  | 9   | 17  | 17  | 15  | 13  | 12  | 17  | 12  | Ret | 15  | 14  | 11  | 0      |
| 11   | PHM Racing by Charouz PHM Racing | 17  | 19  | 18  | 18  | Ret | Ret | 12  | 10  | Ret | 11  | 16  | 15  | 22  | 12  | 19  | Ret | 13  | 18  | 18  | 19  | 14  | 18  | 15  | 17  | 12  | 15  | Ret | 0      |
| Pos. | Escudería                        | N.º | SAK | SAK | YED | YED | MEL | MEL | BAK | BAK | MON | MON | BAR | BAR | SPI | SPI | SIL | SIL | BUD | BUD | SPA | SPA | ZAN | ZAN | MNZ | MNZ | YMC | YMC | Puntos |

| Color     | Resultado              |
| --------- | ---------------------- |
| Oro       | Ganador                |
| Plata     | 2.ª plaza              |
| Bronce    | 3.ª plaza              |
| Verde     | Finalizó en los puntos |
| Azul      | Finalizó sin puntos    |
| Azul      | NC - No clasificado    |
| Violeta   | Ret - No terminó       |
| Rojo      | DNQ - No se clasificó  |
| Negro     | DSQ - Descalificado    |
| Blanco    | DNS - No empezó        |
| Blanco    | WD - Retirado          |
| Blanco    | C - Carrera cancelada  |
| Sin color | DNP - No participó     |
| Sin color | INJ - Lesionado        |
| Sin color | EX - Excluido          |

| Estado  | Resultado |
| ------- | --- |
| Negrita | Pole position |
| Cursiva | Vuelta rápida puntuable, el piloto cumplió los requisitos para ser bonificado con uno o más puntos por lograr la vuelta rápida |
| †       | Abandona, pero clasifica al completar el porcentaje requerido para ello                                                        |

Fuente: Fórmula 2.

### Citas
1. ↑  «FEATURE RACE: Doohan victorious as Pourchaire seals 2023 Drivers’ title». Fórmula 2 (en inglés). Formula Motorsport Limited. 26 de noviembre de 2023. Consultado el 26 de noviembre de 2023.
2. ↑  «TEAMS & DRIVERS Formula 2 2023». Fórmula 2 (en inglés). Formula Motorsport Limited. Consultado el 25 de enero de 2023.
3. ↑  «2023 YAS MARINA EVENT 23 to 26 November 2023». Fédération Internationale de l'Automobile (en inglés). 23 de noviembre de 2023. Consultado el 19 de febrero de 2024.
4. ↑  «PHM Racing take over Charouz Racing System’s FIA Formula 2 and FIA Formula 3 entries». Fórmula 2 (en inglés). Formula Motorsport Limited. 28 de noviembre de 2022. Consultado el 28 de noviembre de 2022.
5. ↑  «LEADING RACE TEAM CARLIN TO BECOME RODIN CARLIN». Carlin (en inglés). 25 de enero de 2023. Consultado el 25 de enero de 2023.
6. ↑  «Hitech Pulse-Eight». Fórmula 2 (en inglés). Formula Motorsport Limited. Consultado el 7 de febrero de 2023.
7. ↑  «INVICTA WATCH GROUP AND VIRTUOSI RACING JOIN FORCES IN FIA FORMULA 2 FROM 2023 ONWARDS». PR Newswire (en inglés). 25 de febrero de 2023. Consultado el 2 de marzo de 2023.
8. ↑  «Hauger switches to MP Motorsport for 2023 campaign». Fórmula 2 (en inglés). Formula Motorsport Limited. 4 de noviembre de 2022. Consultado el 4 de noviembre de 2022.
9. ↑  «Bearman promoted to Formula 2 with PREMA Racing for 2023». Fórmula 2 (en inglés). Formula Motorsport Limited. 14 de noviembre de 2022. Consultado el 14 de noviembre de 2022.
10. ↑  «Boschung set to continue with Campos Racing in 2023». Fórmula 2 (en inglés). Formula Motorsport Limited. 15 de noviembre de 2022. Consultado el 15 de noviembre de 2022.
11. ↑  «PREMA Racing confirms Frederik Vesti for 2023 F2 season». Fórmula 2 (en inglés). Formula Motorsport Limited. 21 de noviembre de 2022. Consultado el 21 de noviembre de 2022.
12. ↑  «Leclerc earns F2 promotion with DAMS for 2023». Fórmula 2 (en inglés). Formula Motorsport Limited. 21 de noviembre de 2022. Consultado el 21 de noviembre de 2022.
13. ↑  «Clément Novalak reunites with Trident for 2023 F2 season». Fórmula 2 (en inglés). Formula Motorsport Limited. 22 de noviembre de 2022. Consultado el 22 de noviembre de 2022.
14. ↑  «Campos Racing signs Kush Maini to complete 2023 line-up». Fórmula 2 (en inglés). Formula Motorsport Limited. 22 de noviembre de 2022. Consultado el 22 de noviembre de 2022.
15. ↑  «PHM Racing by Charouz sign Benavides and Nissany for 2023». Fórmula 2 (en inglés). Formula Motorsport Limited. 29 de noviembre de 2022. Consultado el 29 de noviembre de 2022.
16. ↑  «Virtuosi Racing confirms Doohan and Cordeel for 2023 F2 season». Fórmula 2 (en inglés). Formula Motorsport Limited. 30 de noviembre de 2022. Consultado el 30 de noviembre de 2022.
17. ↑  «Iwasa signs on for second F2 season with DAMS for 2023». Fórmula 2 (en inglés). Formula Motorsport Limited. 12 de diciembre de 2022. Consultado el 12 de diciembre de 2022.
18. ↑  «Richard Verschoor moves to VAR for 2023 season». Fórmula 2 (en inglés). Formula Motorsport Limited. 16 de diciembre de 2022. Consultado el 16 de diciembre de 2022.
19. ↑  «Juan Manuel Correa to make full-time return with Van Amersfoort Racing in 2023». Fórmula 2 (en inglés). Formula Motorsport Limited. 20 de diciembre de 2022. Consultado el 20 de diciembre de 2022.
20. ↑  «Roman Stanek graduates to F2 with Trident in 2023». Fórmula 2 (en inglés). Formula Motorsport Limited. 11 de enero de 2023. Consultado el 11 de enero de 2023.
21. ↑  «Carlin finalises 2023 line-up with Enzo Fittipaldi and Zane Maloney». Fórmula 2 (en inglés). Formula Motorsport Limited. 18 de enero de 2023. Consultado el 18 de enero de 2023.
22. ↑  «Hitech confirm Hadjar and Crawford for all-Red Bull 2023 line-up». Fórmula 2 (en inglés). Formula Motorsport Limited. 18 de enero de 2023. Consultado el 18 de enero de 2023.
23. ↑  «Pourchaire remains with ART Grand Prix for 2023 F2 campaign». Fórmula 2 (en inglés). Formula Motorsport Limited. 19 de enero de 2023. Consultado el 19 de enero de 2023.
24. ↑  «ART Grand Prix confirms F3 Champion Victor Martins for 2023». Fórmula 2 (en inglés). Formula Motorsport Limited. 20 de enero de 2023. Consultado el 20 de enero de 2023.
25. ↑  «Daruvala switches to MP Motorsport to complete 2023 F2 grid». Fórmula 2 (en inglés). Formula Motorsport Limited. 23 de enero de 2023. Consultado el 23 de enero de 2023.
26. ↑  «PHM Racing by Charouz confirms Joshua Mason for Spa-Francorchamps». Fórmula 2 (en inglés). Formula Motorsport Limited. 27 de julio de 2023. Consultado el 27 de julio de 2023.
27. ↑  «Franco Colapinto graduates to F2 with MP Motorsport for Yas Marina finale and 2024 season». Fórmula 2 (en inglés). Formula Motorsport Limited. 25 de octubre de 2023. Consultado el 25 de octubre de 2023.
28. ↑  «Paul Aron to make F2 debut with Trident at Yas Marina». Fórmula 2 (en inglés). Formula Motorsport Limited. 20 de noviembre de 2023. Consultado el 20 de noviembre de 2023.
29. ↑  «2023 FIA Formula 2 Championship calendar announced». FIA_F2® - The Official F2® Website (en inglés). Consultado el 1 de noviembre de 2022.
30. ↑  «Update on Imola race weekend». Fórmula 2 (en inglés). Formula Motorsport Limited. 17 de mayo de 2023. Consultado el 17 de mayo de 2023.
31. ↑  «Théo Pourchaire leads the way on Day 1 of pre-season testing in Sakhir». Fórmula 2 (en inglés). Formula Motorsport Limited. 14 de febrero de 2023. Consultado el 14 de febrero de 2023.
32. ↑  «Vesti and Verschoor top Day 2 of pre-season running in Sakhir». Fórmula 2 (en inglés). Formula Motorsport Limited. 15 de febrero de 2023. Consultado el 15 de febrero de 2023.
33. ↑  «Campos’ Boschung and Maini dominate final day of Sakhir testing». Fórmula 2 (en inglés). Formula Motorsport Limited. 16 de febrero de 2023. Consultado el 16 de febrero de 2023.
34. ↑  «Bearman heads PREMA Racing 1-2 on opening day of post-season testing at Yas Marina». Fórmula 2 (en inglés). Formula Motorsport Limited. 29 de noviembre de 2023. Consultado el 29 de noviembre de 2023.
35. ↑  «Maloney ends Day 2 of post-season testing quickest of all for Rodin Carlin». Fórmula 2 (en inglés). Formula Motorsport Limited. 30 de noviembre de 2023. Consultado el 30 de noviembre de 2023.
36. ↑  «Hadjar quickest for Campos Racing on final day of post-season testing». Fórmula 2 (en inglés). Formula Motorsport Limited. 1 de diciembre de 2023. Consultado el 1 de diciembre de 2023.
37. ↑  «Driver Standings for the FIA Formula 2 2023 Championship». Fórmula 2 (en inglés). Formula Motorsport Limited. Consultado el 3 de marzo de 2023.
38. ↑  «Team Standings for the FIA Formula 2 2023 Championship». Fórmula 2 (en inglés). Formula Motorsport Limited. Consultado el 3 de marzo de 2023.